# Saxfisk
Saxfisk (Rasbora trilineata) är en fiskart som beskrevs av Steindachner, 1870. Saxfisk ingår i släktet Rasbora och familjen karpfiskar. IUCN kategoriserar arten globalt som livskraftig. Inga underarter finns listade i Catalogue of Life.